# Maria De Lujan Caputo Winkler
 Maria De Lujan Caputo Winkler  (Santa Maria, Rio Grande do Sul), é uma diplomata brasileira. Foi a primeira mulher a assumir a chefia do Cerimonial do Ministério das Relações Exteriores. Foi cônsul-geral do Brasil em Londres e, atualmente, é cônsul-geral do Brasil em Chicago. 

## Carreira Diplomática
Ingressou na Turma de 1981 do Instituto Rio Branco, a escola de formação de diplomatas brasileiros. Após concluída sua formação, tomou posse no cargo de terceira secretária em 1983. Trabalhou, inicialmente, na administração interna do Ministério das Relações Exteriores. Quando no exterior, serviu no Consulado-Geral do Brasil em Los Angeles e nas Embaixadas do Brasil em Quito e na Embaixada em São José da Costa Rica.
Entre 2011 e 2013, chefiou o cerimonial do Itamaraty, tendo sido a primeira diplomata a assumir a função. Em 2013, foi designada cônsul-geral do Brasil em Londres, função que ocupou por três anos. Atualmente, é Consulado-Geral do Brasil em Chicago. 